# 오존경보제
오존경보제는 대기 중 오존의 농도가 일정 기준보다 높게 나타날 경우 경보를 발령해 주민들의 건강이나 생활상의 피해를 주지 않도록 실시하는 제도이며, 대한민국에서는 1995년 7월 1일부터 도입되었다.
오존은 태양의 빛이 강하고 공기의 흐름이 더딜 때에 발생하며, 대한민국의 오존경보는 대기중의 오존의 농도가 0.12ppm이상이면 오존주의보를 발령하고, 0.3ppm이상이면 오존경보를 발령하고, 1시간 평균 0.50ppm 이상(또는 0.5ppm/h) 이상이면 중대경보를 발령한다.
오존의 피해를 최소화하기 위해서는 주의보 이상 발령되었을 때 가급적 외출을 자제하고, 대기 중 오존이나 볕에 노출되지 않도록 주의해야 한다.